# Ulf J. Söhmisch
Ulf-Jürgen Söhmisch (* 10. Juni 1938 in Breslau; † 20. November 2016 in München) war ein deutscher Schauspieler und Synchronsprecher.

## Leben
Söhmisch wuchs in Breslau auf und wohnte später jahrzehntelang in München.
Söhmisch war nach einer professionellen Schauspielausbildung von 1963 bis 2013 als Schauspieler vor der Kamera tätig und wirkte in dieser Zeit in mehr als 30 Film-und-Fernsehproduktionen mit.
Einem Millionenpublikum bekannt wurde Söhmisch vor allem durch seine Rolle als Polizeiarzt in der ZDF-Krimiserie Der Alte, die er in unregelmäßigen Abständen von November 1983 (Folge 74) bis Oktober 2013 (Folge 374) spielte. Auf Söhmischs Wunsch hin blieb die Rolle des Polizeiarztes stets namenlos. Seine Nachfolgerin in dieser Rolle wurde Christina Rainer als Dr. Franziska Sommerfeld.
Söhmisch war zudem umfangreich als Synchronsprecher tätig und lieh seine Stimme dabei unter anderem Donald Sutherland, Charles Napier, James Avery, Jim Carter und Stephen McHattie. Daneben sprach Söhmisch zeitweise auch verschiedene Figuren in Zeichentrickserien, wie beispielsweise in Die Simpsons.

## Filmografie
- 1963: Freundschaftsspiel
- 1964: Humboldt-Schule (Fernsehserie)
- 1965: Unsere große Schwester (Fernsehserie)
- 1965: Alarm in den Bergen (Fernsehserie, 1 Folge)
- 1965: Niemandsland
- 1966: Gewagtes Spiel (Fernsehserie, Episode: "Kleine Fische")
- 1967: Von null Uhr eins bis Mitternacht (TV-Miniserie)
- 1967: Sieben Wochen auf dem Eis
- 1970: Wie eine Träne im Ozean (TV-Miniserie)
- 1970–1990: Aktenzeichen XY … ungelöst (Fernsehreihe, 23 Folgen, verschiedene Rollen)
- 1972: Mein Bruder, Herr Doktor Berger
- 1975: Kennwort: Fasanenjagd München 1945
- 1977: Mond Mond Mond (Fernsehserie, 1 Folge)
- 1977: Drei sind einer zuviel (Fernsehserie, 1 Folge)
- 1978: Die unsterblichen Methoden des Franz Josef Wanninger (Fernsehserie, Episode: "Das Geheimnis der Pendel")
- 1978: Der Anwalt (Fernsehserie, 1 Folge)
- 1979: Die Protokolle des Herrn M. (Fernsehserie, 1 Folge)
- 1980: Der Bürgermeister (Fernsehserie, 1 Folge)
- 1982: Beim Bund (TV-Miniserie)
- 1983–1985: Derrick (Fernsehserie, 4 Folgen, verschiedene Rollen)
- 1983–2013: Der Alte (Fernsehserie, 276 Folgen)
- 1985: Tatort – Schicki-Micki
- 1986–1988: Polizeiinspektion 1 (Fernsehserie, 2 Folgen, verschiedene Rollen)
- 1988: Die Krimistunde (Fernsehserie, Episode: "Der Preis der Erkenntnis")
- 1988: Der Fahnder (Fernsehserie, 1 Folge)
- 1988: Eichbergers besondere Fälle (Fernsehserie, 1 Folge)
- 1993: Forsthaus Falkenau – (Fernsehserie, Episode: "Alte Freunde")
- 1993: Tatort: Alles Palermo
- 1994: SOKO München (Fernsehserie, 1 Folge)
- 1995: Lutz & Hardy (Fernsehserie, 1 Folge)
- 1997: Solo für Sudmann (Fernsehserie, 1 Folge)
- 1998: Vater wider Willen (Fernsehserie, 1 Folge)
- 2001: Alle meine Töchter (Fernsehserie, 1 Folge)
- 2001: Schneckentraum (Kurzfilm)
- 2002: Ich schenk dir einen Seitensprung
- 2002: Um Himmels Willen (Fernsehserie, 1 Folge)